# Rödflammig plattnäbb
Rödflammig plattnäbb (Ramphotrigon flammulatum) är en fågel inom familjen tyranner (Tyrannidae). Den är dock närbesläktad med fåglarna i släktet Myiarchus. Den är endemisk för Mexikos Stillahavskust där den lever som stannfågel i torra biotoper med lövfällande träd eller i ökenliknande områden med törnbuskage. Den är olivfärgad till gråbrun på ovansidan och har en vit strupe, streckat ljusgrått bröst, ljust gulaktig buk och undergump, svart näbb som är kort och bred, mörka ben och mörkbruna vingar. Den befinner sig ofta djupt inne i undervegetationen och kan vara svår att få syn på. Däremot placerar den sig ofta vid födosök på en väl synlig gren varifrån den sedan gör kortare flygturer för att snappa insekter från blad och grenar. Honan lägger i genomsnitt tre ägg i ett rede som placeras i en grund fördjupning i ett träd.

## Utseende och fältkännetecken

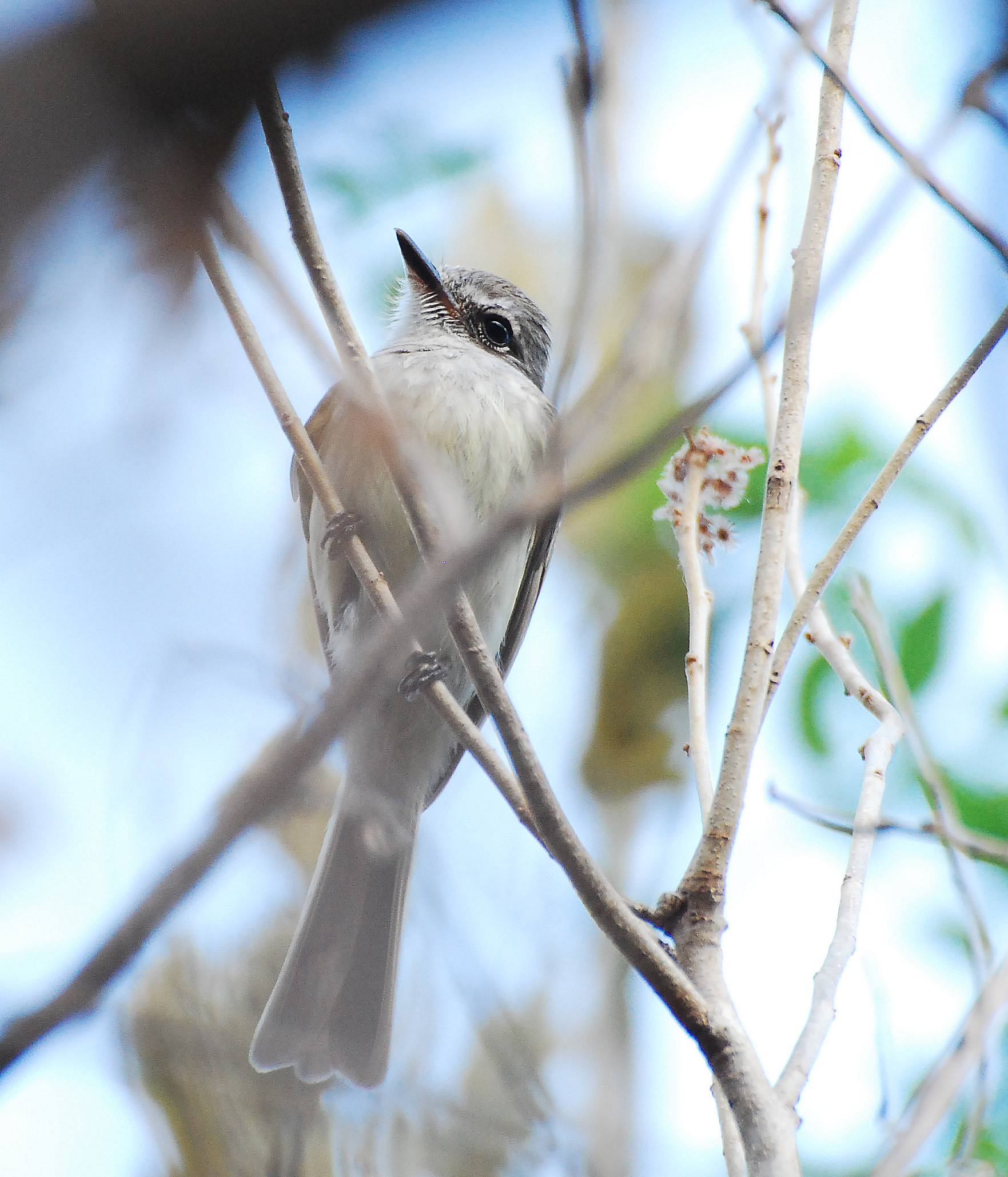

Rödflammig plattnäbb är ungefär 15–16,5 cm lång och har en satt kropp. Adulta hanar och honor är lika med olivbrun till gråbrun ovansida och huvud. Den har en vit strupe, streckat ljusgrått bröst, ljust gulaktig buk och undergump och ett ljust ögonbrynsstreck. Den har även mörkt bruna rundade vingar vars vingpennor och täckare har ljust kanelfärgade kanter. Vingarna är i genomsnitt ungefär 76 mm långa. Stjärten är också mörkbrun med en smal ljus kanelfärgad kant. Stjärten är lite kortare än vingarna och något rundad, näbben är svart, bred och triangelformad med en något ljusare näbbas och mäter på längden ungefär halva huvudets bredd. Benen är mörkt grå och den har stora och vassa klor. Juvenilen påminner om den adulta fågeln men den har ett brett kanelfärgat band på stjärten.

### Läte
Den sjunger mest under häckningsperioden i april till augusti och tenderar att hålla sig dold när den sjunger. Sången består av sorgsen vissling följt av en kort snabb drill.

## Utbredning och systematik
Den rödflammiga plattnäbben är en stannfågel endemisk för mexikanska låglandet vid Stillahavdskusten från Sinaloa till västra Chiapas, och möjligen även lokalt i Guatemala. Dess totala utbredningsomrpde uppskattas 66000 kvadratkilometer. Utbredningsområdet är fragmenterat och ingenstans förekommer den i stora antal.
Arten beskrevs första gången av ornitologen George Newbold Lawrence, som då placerade arten inom släktet Myiarchus. 1893 omkategoriserades den till det egna monotypiska släktet Deltarhynchus av Robert Ridgway på grund av sin kortare och bredare näbb, sina mer rundade vingar, och delvis streckade undersida.
Andra företeelser som skiljer Deltarhynchus från det närbesläktade släktet Myiarchus är bland annat läte och dess vana att befinna sig gömd i undervegetationen.
Senare studier har dock visat att arten är inbäddad bland plattnäbbarna i släktet Ramphotrigon och inkluderas därför numera där. I samband med det justerades också det svenska trivialnamnet, från tidigare rödflammig tyrann.

## Ekologi
Den lever i torr löv- eller snårskog och buskig skogsmark på 1000–1400 meters höjd. Den lever sitt liv dolt i vegetationen och lämnar sällan undervegetationen. Den reser tofsen på huvudet när den blir exalterad på grund av störning eller för att attrahera en partner. Dock nickar den inte samtidigt med huvudet som de närbesläktade arterna i släktet Myiarchus.

### Föda
Fågeln födosöker genom att sitta på en exponerad gren och spana utåt och nedåt efter insekter. När den hittat sitt byte flyger den rödflammiga plattnäbben snabbt och direkt ut för att fånga insekten på ovansidan av ett löv eller en kvist. Den ryttlar kort över bytet innan den fångar insekten och flyger iväg till en ny sittplats.

### Häckning
Arten häckar i juni i grunda trädhål förvånande nära marken, endast cirka 90 centimeter över marken. Det skålformade boet består av tunna trådar av växter, torra löv och barkstrimlor. Olikt Myiarchus-tyrannerna använder den inte ormskinn eller annat material i bobygget. Honan lägger tre gräddvita ägg med bruna och grå fläckar.

## Rödflammig plattnäbb och människan

### Status och hot
Rödflammig plattnäbb listas av IUCN som livskraftig på grund av dess stora utbredning och att antalet individer överstiger 10 000, även om ingen uppskattning av värdspopulationen gjorts. Även om arten är ovanlig i delar av utbredningsområdet tros den inte ha minskat tillräckligt snabbt för att passera tröskeln 30 % på tio år som krävs för att kategoriseras som nära hotad.

### Namn
Artepitetet kommer från latinets flammula, som betyder 'liten flamma'.